# Wichitchai Chuaisrinuan
Wichitchai Chuaisrinuan ist ein thailändischer Fußballspieler.

## Karriere
Wichitchai Chuaisrinuan stand bis Juni 2016 beim Sukhothai FC unter Vertrag. Wo er vorher gespielt hat, ist unbekannt. Der Verein aus Sukhothai spielte in der ersten thailändischen Liga, der Thai Premier League. Sein Erstligadebüt gab er am 23. April 2016 im Heimspiel gegen Buriram United. Hier wurde er in der 52. Minute für Pongsakon Seerot eingewechselt. Für Sukhothai absolvierte er bis Juni sechs Erstligaspiele. Am 22. Juni 2016 wechselte er bis Ende 2017 zu Songkhla United. Der Verein aus Songkhla spielte in der zweiten Liga, der Thai Premier League Division 1. Ende 2017 wurde sein Vertrag nicht verlängert. Anschließend war er vertrags- und vereinslos. Wo er von 2018 bis 2022 gespielt hat, ist unbekannt. Im Juni 2022 unterschrieb er einen Vertrag beim Zweitligaaufsteiger Nakhon Si United FC. Die Saison 2023/24 wurde er mit dem Verein Tabellenfünfter und qualifizierte sich somit für die Aufstiegsspiele zur ersten Liga. Hier konnte man sich jedoch nicht gegen den Rayong FC durchsetzen und verblieb in der zweiten Liga.